# Ecodiseño

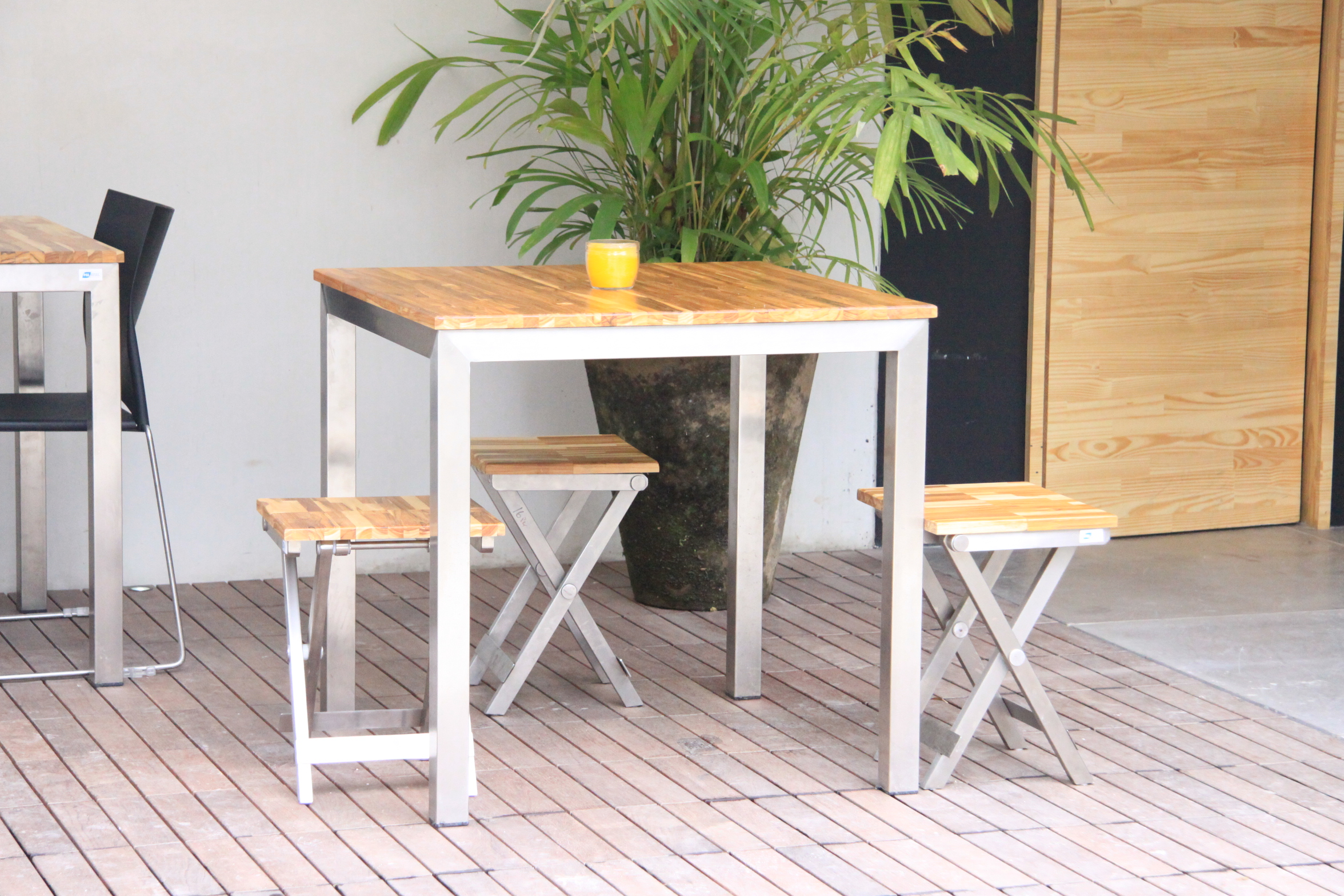
Ejemplo de ecodiseño en un juego de mesa y taburetes fabricados con madera de eucalipto certificada FSC, de Brasil Ecodesign.

El ecodiseño, que a su vez se encuentra estrechamente ligado al diseño sostenible, es el diseño que considera acciones orientadas a la mejora ambiental del producto o servicio en todas las etapas de su ciclo de vida, desde su creación en la etapa conceptual, hasta su tratamiento como residuo.
Son numerosas y diversas las motivaciones y razones que pueden impulsar a utilizar la herramienta de ecodiseño: ventaja competitiva, marketing ambiental, diferenciación, valor añadido, reducción de costos, entre otras; pero sobre todo la reducción del impacto ambiental en todas las etapas del ciclo de vida del producto o servicio.
El ecodiseño es una metodología ampliamente probada y los resultados de proyectos llevados a cabo tanto en Europa como en América Central prometen una reducción de un 30 a un 50% del deterioro del ambiente.
También es una manera de responder a las necesidades humanas de subsistencia, ya que debido al cambio climático y a la explosión demográfica, es necesario –no solo conveniente- que en los próximos años se produzca un profundo cambio cultural y tecnológico.

## Principios del ecodiseño
1. Actuación en origen: El ecodiseño plantea el problema de la sostenibilidad en el origen de la actividad (cuando se diseña y se concibe).
2. Internalización de costos: El ecodiseño internaliza, aunque de forma muy tímida, el conjunto de recursos utilizados (materiales, energía, agua, aire).
3. Ciclo de vida: El ecodiseño evalúa de forma global los costos e impactos a lo largo de toda la vida, tanto de los productos como de los servicios.
4. Regulación por la administración, etc: El ecodiseño requiere la intervención de la autoridad (normas, directivas, reglamentos), como representante de los intereses del conjunto de la sociedad, para regular, incluso de forma coercitiva, las actividades productivas humanas en este nuevo contexto de recursos cada vez más limitados.

## Criterios del ecodiseño
Ejemplos de criterios en el diseño de objetos con filosofía ecologista pueden ser el ahorro de energía, agua y de recursos en general, la minimización de residuos y emisiones externas, o el uso de combustibles procedentes de fuentes no renovables. Entre los resultados del eco-diseño aplicado a la concepción de un producto se encuentra la reducción de la variedad de materiales que lo componen para facilitar su separación y clasificación final de su uso, el incremento del empleo de materiales reciclables o la maximización de componentes provenientes a su vez de canales de recuperación.

## Características de los productos ecodiseñados
Entre las características de los productos concebidos mediante el ecodiseño se encuentra el consumo de energía durante su vida y a término, su desensamblado, recuperación y llegado el caso, su destrucción. En otros términos, estas características las podríamos reducir a cuatro simples pero importantes aspectos: 
1. Óptima incorporación de criterios ambientales en su concepción, uso y eliminación.
2. Adecuado procedimiento de desensamblado.
3. Óptimo manejo para su recuperación, si es el caso.
4. Adecuado manejo de su destrucción.

El ecodiseño también toma en cuenta el rediseño de un producto al cual pueden aplicársele estrategias que puedan mejorar el producto y hacerlo más amigable.La mayoría de estos productos están ligados a la innovación, por lo que pueden resultar especialmente costosos debido a que aún se encuentran en la fase inicial de su comercialización. En un futuro, estos eco-diseños no serán únicos y exclusivos, sino que formarán parte de nuestra vida y se comercializarán a precios accesibles.
Ecodiseño en Centroamérica es un proyecto basado en el sistema de ecodiseño de la Universidad de Delft, Holanda y CEGESTI en Costa Rica y realizado gracias al patrocinio de la Embajada Real de los Países Bajos.

## Objetivos del ecodiseño
Su principal objetivo es promover el desarrollo ambiental de productos con responsabilidad social.
Complementariamente, como objetivos específicos del proyecto se encontraron:
Desarrollo de capacidad local en ecodiseño.
Ejecución de casos exitosos demostrativos que permitan motivar más empresarios a adoptar la metodología.
Concientización de la comunidad centroamericana.
Expandir las posibilidades para aplicar el Ecodiseño en Centroamérica, a través del desarrollo de casos exitosos demostrativos por cadenas (como por ejemplo en el área de alimentos, incorporando diferentes actores a lo largo de su cadena productiva) y por sector (como por ejemplo, el metalmecánico), con el fin de crear nuevas oportunidades de negocios.
Iniciar actividades orientadas a la aplicación de Ecodiseño en el sector servicios, preferiblemente turísticos.
Expandir la educación en Ecodiseño hacia una mayor cantidad de profesionales y profesores universitarios, buscando oportunidades de integrar el concepto en los currículo de carreras afines.

## Ecodiseño de productos, las 10 reglas de oro
Las 10 reglas de oro, recopiladas y publicadas por los profesores suecos Conrad Luttrop y Jessica Lagerstedt en 2005, se describen como un resumen pedagógico de las múltiples instrucciones sobre materia medioambiental que se pueden encontrar en las políticas de empresa y manuales de diversos orígenes. En esencia, son un compendio de normas genéricas que deben ser interpretadas y personalizadas dependiendo del producto a desarrollar.
Cada norma constituye una sentencia concisa sobre un aspecto a tener en cuenta en el desarrollo de productos respetuosos con el medio ambiente. Estas son:
1. Toxicidad: Eliminar el uso de sustancias tóxicas o, en su defecto, mantenerlas en ciclos cerrados.
2. Gestión interna: Mejora de la gestión interna para minimizar el consumo de energía y recursos en la producción y el transporte.
3. Estructura: Aprovechas las posibilidades estructurales del producto y los materiales para minimizar la masa del producto sin comprometer su funcionalidad.
4. Consumo en la vida útil: Minimizar el consumo de energía y recursos durante la vida útil del producto.
5. Servicio al cliente: Promover sistemas de reparación y actualización.
6. Productos de vida larga: Favorecer la duración de la vida del producto.
7. Materiales y acabados: Invertir en materiales de calidad, tratamientos de acabado o arreglos estructurales para proteger a los productos de la suciedad, corrosión y desgaste.
8. Identificación: Facilitar la actualización, reparación y reciclado a través de manuales y etiquetado.
9. Higiene material: Facilitar la actualización, reparación y reciclado mediante el uso de un número bajo de materiales distintos. Procurando que estos sean sencillos, reciclados y no se mezclen.
10. Uniones: Utilizar el mínimo de elementos de unión y tener en cuenta los diferentes impactos ambientales del uso de tornillos, adhesivos, encajes, y bloqueos.

Estas 10 Reglas de Oro son genéricas y en la mayoría de casos requieren de modificaciones o adaptaciones posteriores que las centren en el producto o la actividad a desarrollar, con el fin de prepararlas para su uso directo en el proceso de diseño. Esta personalización se recomienda encarecidamente llevarla a cabo por los diseñadores con la colaboración de expertos medioambientales así como de gerentes y expertos en marketing.
De la misma forma, esta intervención de expertos medioambientales, gerentes y expertos de marketing junto con clientes y desarrolladores del producto también es primordial de cara a abordar la aplicación de estas reglas en tanto que en algunos casos concretos se pueden encontrar ligeras contradicciones entre ellas. En estos casos la mejor solución es implementar unas guías para enunciar estos conflictos y establecer un diálogo abierto entre las partes citadas.